# Ichneumon medeae
Ichneumon medeae là một loài tò vò trong họ Ichneumonidae.